# FK Krasnoïé Znamia Noguinsk
Maillots
Le Futbolny klub Krasnoïé Znamia Noguinsk, plus communément abrégé en Krasnoïé Znamia Noguinsk  (en russe : «Красное Знамя» Ногинск) est un club russe de football basé à Noguinsk et fondé en 1936.
Il évolue en quatrième division russe depuis la saison 2023-2024.

## Histoire
Le football fait son apparition dans la ville de Noguinsk (appelée Bogorodsk jusqu'en 1930) au début des années 1910, avec notamment la construction d'un terrain dès 1911 et l'établissement d'une première équipe de quartier. Le club du Krasnoïé Znamia fait quant à lui son apparition au cours des années 1910-1920 et a notamment été un des clubs de formation de Grigori Fedotov, natif de la ville.
L'équipe se fait remarquer en 1936 en prenant part cette année-là à la première édition de la Coupe d'Union soviétique où elle  parvient à atteindre le stade des demi-finales, alors qu'elle n'évolue encore que dans des championnats locaux. Son parcours le voit notamment éliminer le Dinamo Léningrad en quarts de finale avant d'être éliminé par le Dinamo Tbilissi au tour suivant. Elle participe ensuite à deux autres éditions de la compétition en 1937 puis 1938, mais sans réitérer ce premier exploit.
Le club doit attendre l'année 1949 pour faire ses débuts au niveau professionnel en prenant part à la deuxième division soviétique. Prenant à cette occasion le nom Spartak, il termine onzième sur quatorze et quitte par la suite la compétition pendant près d'une décennie. Il fait son retour à ce niveau à partir de 1958, cette fois sous l'appellation Troud et réalise dès l'année suivante sa meilleure performance en finissant deuxième de la zone 2 derrière le Troudovyé Rezervy Léningrad (ru). Tombant en troisième division en 1963, il évolue sept saisons à cet échelon, prenant le nom Znamia à partir de 1965, avant d'abandonner le professionnalisme à l'issue de la saison 1969. Le club évolue par la suite au niveau régional.
Se renommant Avtomobilist à l'automne 1991, l'équipe intègre dans la foulée la nouvelle quatrième division russe qui se professionnalise à partir de 1994. Après avoir fini troisième de la troisième zone en 1996, le club monte en troisième division et, notamment sous la direction de l'entraîneur Igor Voltchok, termine largement premier de la zone Ouest à l'issue de la saison 1999. Il échoue cependant à la montée lors des barrages de promotion où il est battu par le Spartak-Tchoukotka Moscou (ru). Les performances de l'équipe retombent par la suite et, après avoir fini avant-dernier lors de l'exercice 2002, finit par redescendre au quatrième échelon et perdre son statut professionnel.
Dans les années suivant cette descente, l'Avtomobilist connaît de nombreuses difficultés financières et doit notamment fusionner avec le Mosenergo Noguinsk en 2006 pour former le FK Noguinsk puis avec l'école de sport d'Elektrogorsk entre 2008 et le mois de juillet 2009, date à laquelle il se retire du championnat en cours de saison. Faisant son retour en 2010 au cinquième échelon sous le nom Znamia, l'équipe retrouve rapidement une place au niveau supérieur où elle évolue tout au long des années 2010.
Au cours des années 2018 et 2019, le club fait parler de lui en recrutant plusieurs anciens internationaux russes tels que Alexandre Chechoukov, Roman Pavlioutchenko, Aleksandr Samedov et Rénat Ianbaïev. Fort de ces recrues, le Znamia termine ainsi deuxième du groupe A de l'oblast de Moscou derrière l'Olimp-2 Khimki à l'issue de la saison 2019. Il obtient par la suite le statut professionnel et réintègre la troisième division dans le cadre de l'exercice 2020-2021.
En juin 2023, le club change de nom pour reprendre son appellation historique Krasnoïé Znamia.

## Bilan sportif

### Palmarès
| Période russe                                                                                               | Période soviétique |
| - Coupe de Russie - Seizièmes de finale : 1996. - Championnat de Russie de D3 - Vainqueur de groupe : 1999. | - Coupe d'Union soviétique - Demi-finales : 1936. - Championnat d'Union soviétique de D2 - Deuxième : 1959. - Championnat d'Union soviétique de D3 - Quatrième : 1963. |

### Classements en championnat
La frise ci-dessous résume les classements successifs du club dans le championnat soviétique.
La frise ci-dessous résume les classements successifs du club dans le championnat russe.

### Bilan par saison
Légende
- Promotion en division supérieure
- Relégation en division inférieure

| Saison    | Championnat          | Championnat          | Championnat          | Championnat          | Championnat          | Championnat          | Championnat          | Championnat          | Championnat          | Championnat          | Coupe d'URSS          |
| Saison    | Division             | Pos                  | Pts                  | J                    | V                    | N                    | D                    | BP                   | BC                   | Diff                 | Coupe d'URSS          |
| --------- | -------------------- | -------------------- | -------------------- | -------------------- | -------------------- | -------------------- | -------------------- | -------------------- | -------------------- | -------------------- | --------------------- |
| 1936      | Championnat régional | Championnat régional | Championnat régional | Championnat régional | Championnat régional | Championnat régional | Championnat régional | Championnat régional | Championnat régional | Championnat régional | Demi-finales          |
| 1937      | Championnat régional | Championnat régional | Championnat régional | Championnat régional | Championnat régional | Championnat régional | Championnat régional | Championnat régional | Championnat régional | Championnat régional | Seizièmes de finale   |
| 1938      | Championnat régional | Championnat régional | Championnat régional | Championnat régional | Championnat régional | Championnat régional | Championnat régional | Championnat régional | Championnat régional | Championnat régional | 32es de finale        |
| 1939-1948 | Championnat régional | Championnat régional | Championnat régional | Championnat régional | Championnat régional | Championnat régional | Championnat régional | Championnat régional | Championnat régional | Championnat régional | —                     |
| 1949      | 2e Russie 4          | 11e                  | 20                   | 26                   | 6                    | 8                    | 12                   | 35                   | 47                   | -12                  | Seizièmes de finale   |
| 1950-1957 | Championnat régional | Championnat régional | Championnat régional | Championnat régional | Championnat régional | Championnat régional | Championnat régional | Championnat régional | Championnat régional | Championnat régional | —                     |
| 1958      | 2e Zone 3            | 6e                   | 33                   | 30                   | 11                   | 11                   | 8                    | 32                   | 29                   | +3                   | Quarts de finale Q    |
| 1959      | 2e Zone 2            | 2e                   | 37                   | 28                   | 13                   | 11                   | 4                    | 41                   | 23                   | +18                  | —                     |
| 1960      | 2e Russie 2          | 4e                   | 37                   | 28                   | 15                   | 7                    | 6                    | 47                   | 27                   | +20                  | Seizièmes de finale   |
| 1961      | 2e Russie 2          | 11e                  | 19                   | 24                   | 6                    | 7                    | 11                   | 23                   | 32                   | -9                   | Finale Q              |
| 1962      | 2e Russie 2          | 4e                   | 38                   | 30                   | 16                   | 6                    | 8                    | 35                   | 29                   | +6                   | Finale Q              |
| 1963      | 3e Russie 1          | 4e                   | 37                   | 30                   | 15                   | 7                    | 8                    | 35                   | 33                   | +2                   | Huitièmes de finale Q |
| 1964      | 3e Russie 2          | 8e                   | 33                   | 32                   | 12                   | 9                    | 11                   | 45                   | 38                   | +7                   | Quarts de finale Q    |
| 1965      | 3e Russie 2          | 6e                   | 43                   | 36                   | 17                   | 9                    | 10                   | 43                   | 25                   | +18                  | —                     |
| 1966      | 3e Russie 1          | 15e                  | 25                   | 32                   | 7                    | 11                   | 14                   | 18                   | 31                   | -13                  | Huitièmes de finale Q |
| 1967      | 3e Russie 1          | 11e                  | 35                   | 34                   | 11                   | 13                   | 10                   | 28                   | 27                   | +1                   | Huitièmes de finale Q |
| 1968      | 3e Russie 1          | 14e                  | 33                   | 38                   | 11                   | 11                   | 16                   | 29                   | 39                   | -10                  | Quarts de finale Q    |
| 1969      | 3e Russie 2          | 14e                  | 24                   | 34                   | 6                    | 12                   | 16                   | 26                   | 38                   | -12                  | —                     |
| 1970-1991 | Championnat régional | Championnat régional | Championnat régional | Championnat régional | Championnat régional | Championnat régional | Championnat régional | Championnat régional | Championnat régional | Championnat régional | —                     |
| Saison    | Championnat          | Championnat          | Championnat          | Championnat          | Championnat          | Championnat          | Championnat          | Championnat          | Championnat          | Championnat          | Coupe de Russie       |
| Saison    | Division             | Pos                  | Pts                  | J                    | V                    | N                    | D                    | BP                   | BC                   | Diff                 | Coupe de Russie       |
| 1992      | 4e Centre A          | 3e                   | 40                   | 28                   | 19                   | 2                    | 7                    | 70                   | 24                   | +36                  | —                     |
| 1993      | 4e Centre B          | 2e                   | 57                   | 22                   | 16                   | 3                    | 3                    | 52                   | 21                   | +31                  | —                     |
| 1994      | 4e Zone 3            | 8e                   | 55                   | 46                   | 22                   | 11                   | 13                   | 80                   | 58                   | +22                  | —                     |
| 1995      | 4e Zone 3            | 8e                   | 75                   | 44                   | 22                   | 9                    | 13                   | 61                   | 39                   | +22                  | —                     |
| 1996      | 4e Zone 3            | 3e                   | 85                   | 38                   | 26                   | 7                    | 5                    | 84                   | 30                   | +54                  | 64es de finale        |
| 1997      | 3e Ouest             | 9e                   | 60                   | 38                   | 16                   | 12                   | 10                   | 70                   | 53                   | +27                  | Seizièmes de finale   |
| 1998      | 3e Ouest             | 7e                   | 73                   | 40                   | 21                   | 10                   | 9                    | 58                   | 32                   | +26                  | 128es de finale       |
| 1999      | 3e Ouest             | 1er                  | 89                   | 38                   | 28                   | 5                    | 5                    | 83                   | 31                   | +52                  | 128es de finale       |
| 2000      | 3e Ouest             | 11e                  | 48                   | 36                   | 13                   | 9                    | 14                   | 35                   | 34                   | +1                   | 128es de finale       |
| 2001      | 3e Ouest             | 16e                  | 31                   | 38                   | 7                    | 10                   | 21                   | 30                   | 62                   | -32                  | 256es de finale       |
| 2002      | 3e Ouest             | 19e                  | 24                   | 38                   | 6                    | 6                    | 26                   | 34                   | 63                   | -29                  | 256es de finale       |
| 2003      | 4e Podmoskovié B     | 14e                  | 33                   | 34                   | 8                    | 9                    | 17                   | 38                   | 52                   | -14                  | 32es de finale        |
| 2004      | 4e Podmoskovié B     | 13e                  | 32                   | 34                   | 9                    | 5                    | 20                   | 55                   | 90                   | -35                  | —                     |
| 2005      | 4e Podmoskovié B     | 5e                   | 46                   | 26                   | 14                   | 4                    | 8                    | 64                   | 45                   | +19                  | —                     |
| 2006      | 4e Podmoskovié B     | 3e                   | 63                   | 30                   | 20                   | 3                    | 7                    | 67                   | 41                   | +26                  | —                     |
| 2007      | 4e Podmoskovié B     | 12e                  | 45                   | 34                   | 14                   | 3                    | 17                   | 67                   | 59                   | +8                   | —                     |
| 2008      | 4e Podmoskovié B     | 11e                  | 41                   | 34                   | 14                   | 5                    | 15                   | 62                   | 61                   | +1                   | —                     |
| 2009      | Club inactif         | Club inactif         | Club inactif         | Club inactif         | Club inactif         | Club inactif         | Club inactif         | Club inactif         | Club inactif         | Club inactif         | Club inactif          |
| 2010      | 5e Podmoskovié B     | 1er                  | 45                   | 20                   | 14                   | 3                    | 3                    | 65                   | 25                   | +40                  | —                     |
| 2011      | 4e Podmoskovié B     | 1er                  | 100                  | 42                   | 32                   | 4                    | 6                    | 131                  | 37                   | +94                  | —                     |
| 2012      | 4e Podmoskovié A     | 14e                  | 14                   | 17                   | 3                    | 5                    | 9                    | 20                   | 30                   | -10                  | —                     |
| 2013      | 4e Podmoskovié A     | 15e                  | 23                   | 30                   | 7                    | 2                    | 21                   | 28                   | 59                   | -31                  | —                     |
| 2014      | 4e Podmoskovié B     | 6e                   | 43                   | 26                   | 13                   | 4                    | 9                    | 47                   | 32                   | +15                  | —                     |
| 2015      | 4e Podmoskovié B     | 3e                   | 54                   | 27                   | 16                   | 6                    | 5                    | 73                   | 27                   | +46                  | —                     |
| 2016      | 4e Podmoskovié A     | 6e                   | 48                   | 30                   | 15                   | 3                    | 12                   | 61                   | 55                   | +6                   | —                     |
| 2017      | 4e Podmoskovié A     | 4e                   | 64                   | 30                   | 21                   | 1                    | 8                    | 83                   | 33                   | +50                  | —                     |
| 2018      | 4e Podmoskovié A     | 6e                   | 47                   | 28                   | 14                   | 5                    | 9                    | 60                   | 42                   | +18                  | —                     |
| 2019      | 4e Podmoskovié A     | 2e                   | 67                   | 30                   | 22                   | 1                    | 7                    | 71                   | 27                   | +44                  | —                     |
| 2020-2021 | 3e Groupe 3          | 9e                   | 43                   | 30                   | 11                   | 10                   | 9                    | 44                   | 38                   | +6                   | Phase de groupes      |
| 2021-2022 | 3e Groupe 3          | 18e                  | 27                   | 18                   | 8                    | 3                    | 7                    | 28                   | 30                   | -2                   | Phase de groupes      |
| 2022-2023 | 3e Groupe 3          | 13e                  | 42                   | 22                   | 13                   | 3                    | 6                    | 41                   | 25                   | +16                  | 128es de finale       |
| 2023      | 4e Groupe 3          | en cours             | en cours             | en cours             | en cours             | en cours             | en cours             | en cours             | en cours             | en cours             | 256es de finale       |

## Historique du logo

2010-2023
depuis 2023